# Dissociationskonstant
Inom kemi och biokemi är en dissociationskonstant en speciell typ av jämviktskonstant som mäter benägenheten hos ett större komplex att sönderfalla reversibelt i mindre delar, t.ex. när en molekyl i lösning delas upp i joner. Dissociationskonstanten betecknas vanligen {\displaystyle K_{d}}  och det inverterade värdet kallas affinitetskonstant.
För en allmän kemisk reaktion
{\displaystyle \mathrm {A} _{x}\mathrm {B} _{y}\rightleftharpoons x\mathrm {A} +y\mathrm {B} }
i vilken komplexet {\displaystyle \mathrm {A} _{x}\mathrm {B} _{y}}  sönderdelas i x A 
subenheter och y B subenheter är dissociationskonstanten
{\displaystyle K_{d}={\frac {\left\{A\right\}^{x}\times \left\{B\right\}^{y}}{\left\{A_{x}B_{y}\right\}}}}
där {A}, {B}, och {AxBy} är aktiviteterna av A, B, och komplexet AxBy respektive. Då koncentrationerna är tillräckligt låga kommer aktiviteterna att ligga mycket nära koncentrationerna och kan därför ersättas av dem.

## Ligandbindning
Dissociationskonstanten används ofta för att karakterisera bindningen mellan en ligand ({\displaystyle \mathrm {L} }) (t.ex. en drog eller en inhibitor till ett enzym) och ett bindningsställe på en cell eller på ett enzym ({\displaystyle \mathrm {P} }) d.v.s. för att ange hur starkt liganden binder till sitt bindningsställe. I detta sammanhang betecknas dissociationskonstanten ofta bindningskonstant. Elektrostatisk växelverkan, hydrofob interaktion och van der Waals-krafter orsakar den stereospecifika bindningen. 
Bildningen av ligandkomplexet  ({\displaystyle \mathrm {C} }) kan beskrivas av reaktionen
{\displaystyle \mathrm {C} \rightleftharpoons \mathrm {P} +\mathrm {L} }
där den motsvarande dissociationskonstanten är
{\displaystyle K_{d}={\frac {\left[\mathrm {P} \right]\left[\mathrm {L} \right]}{\left[\mathrm {C} \right]}}}
där  [{\displaystyle \mathrm {P} }], [{\displaystyle \mathrm {L} }] och [{\displaystyle \mathrm {C} }] är koncentrationerna av bindningsställe, ligand och komplex.
Dissociationskonstanten uttrycks alltså i koncentrationsenheter. Det motsvarar den koncentration av fri ligand vid vilken hälften av bindningsställena är bundna, d.v.s. där mängden av fria bindningsställen är lika med mängden av bindningsställen bundna till ligand. Ju lägre dissociationskonstanten, dess starkare bunden är liganden och dess högre är affiniteten mellan ligand och bindningsställe. 
Om bindningen inte är kovalent är dissociationskonstanter lägre än nanomolära sällsynta. Det finns emellertid några exempel. Biotin (vitamin B8) och avidin (ett protein från äggvita) binds med en dissociationskonstant på omkring {\displaystyle 10^{-15}} M = 1 fM = 0,000001 nM.
Inhibitorer till ribonukleas kan också binda sig till ribonukleas med jämförbar styrka.
Dissociationskonstanten för en given ligandbindning kan variera starkt med betingelserna i lösningen, så som temperatur, pH och saltkoncentration. 
Farmakologiskt aktiva substanser kan åstadkomma oönskade bieffekter om de binder sig till andra ställen än de där de är avsedda utöva sin effekt. Därför inriktas mycket farmakologisk forskning på att ta fram substanser som endast binder sig till de eftersträvade bindningsställena och som binder sig där med hög affinitet.

## Ett annat sätt att ange dissociationskonstanten
Dissociationskonstanten {\displaystyle K_{a}} anges ofta med hjälp av operatorn p
p{\displaystyle K_{a}}
med definitionen::
{\displaystyle \mathrm {p} K_{a}=-\log _{10}{K_{a}}}

## Dissociation av vatten
Ett specialfall är dissociationen av vatten där dissociationskonstanten, vattnets autoprotolyskonstant, är Kw:
{\displaystyle K_{w}=[{\mbox{H}}^{+}][{\mbox{OH}}^{-}]}

## Syra-bas-reaktioner
För dissociation av syror betecknas dissociationskonstanten Ks eller Ka, syrakonstanten.